# Morten Skoubo
Morten Skoubo (ur. 30 czerwca 1980 w Holstebro) – piłkarz duński grający na pozycji napastnika.

## Kariera klubowa
Skoubo wychował się w klubie Struer Boldklub, a trenował również w juniorach Lemvig i Holstebro Boldklub. Następnie został zawodnikiem Ikast FS, który w 1999 roku został wchłonięty przez FC Midjtylland. W sezonie 1998/1999 zadebiutował w seniorach tego klubu, a w 2000 roku awansował z nim do pierwszej ligi duńskiej. W niej po raz pierwszy wystąpił 23 lipca 2000 roku w wygranym 4:0 domowym meczu z Lyngby BK. W sezonie 2001/2002 zdobył 19 goli w pierwszej lidze i należał do czołówki strzelców rozgrywek. W 2002 roku zajął z Midtjylland 3. miejsce w Superligaen.
Latem 2002 roku Skoubo odszedł do niemieckiej Borussii Mönchengladbach, a 24 sierpnia rozegrał swoje pierwsze spotkanie w Bundeslidze, wygrane 3:0 z 1. FC Kaiserslautern. W Borussii zdobył dwa gole i grał w niej także w rundzie jesiennej sezonu 2003/2004. Wiosną został wypożyczony do West Bromwich Albion, grającego w angielskiej Division One, jednak rozegrał tam zaledwie dwa spotkania.
W letnim oknie transferowym 2004 Morten wrócił do Danii i został piłkarzem stołecznego Brøndby IF. 15 sierpnia wystąpił w koszulce Brøndby po raz pierwszy, a drużyna ta pokonała 2:1 FC Midtjylland. Stworzył wówczas atak ze Szwedem Johanem Elmanderem i swoimi 11 zdobytymi golami przyczynił się do wywalczenia mistrzostwa Danii. Brøndby zdobyło także Puchar Danii. Jesienią 2005 strzelił 8 goli w barwach Brøndby.
Na początku 2006 roku Skoubo został zawodnikiem Realu Sociedad. Swój debiut w Primera Division zaliczył 15 stycznia w przegranym 0:1 domowym meczu z Espanyolem Barcelona. Do końca sezonu strzelił 5 goli, jednak już w następnym zaliczył zaledwie 5 spotkań, a Real spadł do Segunda División. W drugiej lidze Hiszpanii Duńczyk rozegrał 7 meczów.
Latem 2008 Skoubo przeszedł do FC Utrecht, występującego w Eredivisie. 19 września zadebiutował w niej w zwycięskim 1:0 meczu z Willem II Tilburg. W latach 2009–2011 grał w Rodzie Kerkrade.
W 2011 roku Skoubo wrócił do Danii i został zawodnikiem Odense BK. Występował w nim przez trzy sezony. W 2014 roku grał w indyjskim Delhi Dynamos FC, w którym zakończył karierę.
| Sezon   | Klub                     | Kraj      | Rozgrywki        | Mecze | Bramki |
| ------- | ------------------------ | --------- | ---------------- | ----- | ------ |
| 1998/99 | Ikast FS                 | Dania     | II liga          | 6     | 0      |
| 1999/00 | FC Midtjylland           | Dania     | II liga          | 6     | 1      |
| 2000/01 | FC Midtjylland           | Dania     | Superligaen      | 17    | 3      |
| 2001/02 | FC Midtjylland           | Dania     | Superligaen      | 27    | 19     |
| 2002/03 | FC Midtjylland           | Dania     | Superligaen      | 4     | 1      |
| 2002/03 | Borussia Mönchengladbach | Niemcy    | Bundesliga       | 21    | 4      |
| 2003/04 | Borussia Mönchengladbach | Niemcy    | Bundesliga       | 7     | 0      |
| 2003/04 | West Bromwich Albion     | Anglia    | Championship     | 2     | 0      |
| 2004/05 | Brøndby IF               | Dania     | Superligaen      | 29    | 11     |
| 2005/06 | Brøndby IF               | Dania     | Superligaen      | 12    | 8      |
| 2005/06 | Real Sociedad            | Hiszpania | Primera Division | 18    | 5      |
| 2006/07 | Real Sociedad            | Hiszpania | Primera Division | 5     | 0      |
| 2007/08 | Real Sociedad            | Hiszpania | Segunda División | 7     | 0      |
| 2008/09 | FC Utrecht               | Holandia  | Eredivisie       | 12    | 0      |
| 2009/10 | Roda JC                  | Holandia  | Eredivisie       | 23    | 4      |
| 2010/11 | Roda JC                  | Holandia  | Eredivisie       | 20    | 6      |
| 2011/12 | OB                       | Dania     | Superligaen      | 22    | 2      |
| 2012/13 | OB                       | Dania     | Superligaen      | 25    | 5      |
| 2013/14 | OB                       | Dania     | Superligaen      | 23    | 4      |
| 2014    | Delhi Dynamos FC         | Indie     | Super League     | 8     | 0      |

## Kariera reprezentacyjna
Karierę reprezentacyjną Skoubo rozpoczął od występów w reprezentacji Danii U-21, w której wystąpił w 8 spotkaniach i zdobył 3 bramki. W reprezentacji A zadebiutował 11 czerwca 2003 roku w wygranym 2:0 spotkaniu eliminacji do Euro 2004 z Luksemburgiem. 1 marca 2006 roku w towarzyskim meczu z Izraelem (2:0) zdobył pierwszego gola w kadrze narodowej.